# Kristy, Are You Doing Okay?
«Kristy, Are You Doing Okay?» és el vint-i-quatrè senzill de la banda californiana The Offspring, el tercer extret del seu vuitè àlbum d'estudi Rise and Fall, Rage and Grace (2008).
La cançó fou composta per Dexter Holland en forma de disculpa a una noia que coneixia de petit. Aquesta noia fou víctima d'abusos sexuals i tot el veïnat, inclòs el mateix Holland, no van fer res per ajudar-la. El videoclip fou dirigit per Lex Halaby i estrenat el 2 de febrer de 2009. Apareix una noia jove, interpretada per Natalie Dreyfuss, que contínuament escriu en un diari sobre haver estat maltractada. També hi apareix un noi company de classe que representa a Dexter Holland de jove, s'adona que quelcom va malament però no fa res per ajudar-la. Holland apareix en una habitació tocant la guitarra amb fulls de diari de la Kristy penjades a la paret.

## Llista de cançons
| Núm. | Títol                         | Durada |
| ---- | ----------------------------- | ------ |
| 1.   | «Kristy, Are You Doing Okay?» | 3:42   |